# Стрик, Йоэль
Йоэль Стрик (ивр. יואל סטריק‎; род. 10 октября 1966) — генерал-майор запаса Армии обороны Израиля; в последней должности: глава Командования сухопутных войск Армии обороны Израиля (с мая 2019 по октябрь 2021 года).

## Биография
Йоэль Стрик родился и вырос в городе Димона на юге Израиля.

### Военная карьера
В 1985 году Стрик был призван на службу в Армии обороны Израиля и поступил на курсы лётчиков ВВС (ивр. קורס טיס‎), однако не окончил курс и перешёл на службу в батальон «Цефа» бригады «Цанханим», где прошёл путь от бойца до командира взвода. В 1988 году перешёл в бригаду «Гивати».
В бригаде «Гивати» командовал подготовительной ротой, ротой в батальоне «Шакед» и противотанковой ротой (ивр. פלנ"ט‎) бригады. В 1993 году вышел в отпуск на учёбу, а в 1995 году был назначен заместителем командира батальона «Шакед». В 1996 году возглавил противотанковое отделение Центра учений сухопутных войск (ивр. באלי"ש‎), а в 1997 году был назначен командиром батальона «Шакед».
С 1999 по 2001 год Стрик командовал батальоном «Гефен» в Офицерской школе, а затем был повышен в звании до полковника и возглавил 5-ю резервную пехотную бригаду. В 2002 году был назначен командиром территориальной бригады «Катиф» («Северной бригады») дивизии «Газа». В 2004 году выехал на учёбу в Военном колледже Армии США в Карлайле, Пенсильвания.
В 2005 году Стрик был назначен командиром бригады «Гивати». Командовал бригадой в ходе операции «Летние дожди» в секторе Газа и во время Второй ливанской войны. 9 августа 2007 года был повышен в звании до бригадного генерала и возглавил территориальную дивизию «Эдом», исполнял эту должность до 1 июля 2009 года. С 9 августа 2009 года по 7 ноября 2011 года командовал территориальной дивизией «Ха-Галиль».
25 декабря 2011 года Стрик возглавил Оперативный отдел (ивр. חטיבת המבצעים‎) Оперативного управления Генерального штаба армии. В 2014 году передал пост бригадному генералу Аарону Халиве и возглавил армейский курс командиров рот и батальонов.
31 марта 2015 года Стрик, повышенный в звании до генерал-майора, вступил в должность Командующего Командованием тыла армии, сменив на посту генерал-майора Эяля Айзенберга. Исполнял эту должность до 5 февраля 2017 года, после чего, 19 марта 2017 года, вступил на должность Командующего Северным военным округом, сменив на посту генерал-майора Авива Кохави.
Стрик исполнял должность Командующего Северным округом до 3 апреля 2019 года, после чего, 6 мая 2019 года, вступил на должность главы Командования сухопутных войск Армии обороны Израиля, сменив на посту генерал-майора Коби Барака. 12 октября 2021 года Стрик передал управление Командованием сухопутных войск генерал-майору Тамиру Ядаю и начал сотрудничество в качестве приглашённого исследователя в Еврейском институте национальной безопасности Америки (JINSA) в США в ожидании решения о его возможном назначении на пост заместителя Начальника Генштаба.
Стрик вошёл и в список из трёх кандидатов сменить генерал-лейтенанта Авива Кохави на посту Начальника Генштаба в начале 2023 года, однако 17 июля 2022 года министр обороны Бени Ганц сообщил Стрику о решении ограничить выбор кандидатурами двух оставшихся претендентов: генерал-майора Херци Ха-Леви и генерал-майора Эяля Замира. 23 октября 2022 года назначение Ха-Леви на должность Начальника Генштаба было утверждено правительством Израиля, а на следующий день было объявлено о грядущем назначении генерал-майора Амира Барама на пост заместителя Ха-Леви.

### После выхода в запас
После выхода в запас был в 2023 году кандидатом на пост генерального директора израильского оборонного концерна Rafael.
Вследствие начала войны в секторе Газа в октябре 2023 года вошёл в состав форума внешних советников министра обороны Йоава Галанта, привлечённых министром для предоставления стратегической консультации относительно ведения операции.
В 2024 году начал также консультировать Электрическую компанию Израиля по вопросам разработки стратегической программы для чрезвычайных ситуаций и по вопросам координации деятельности с оборонными ведомствами.
Также занимался консультированием по вопросам отношений с компаниями израильского военнопромышленного комплекса.

### Образование и личная жизнь
За время военной службы Стрик получил степень бакалавра Тель-Авивского университета (в области изучения Среднего Востока) и степень магистра Военного колледжа Армии США (в области военной стратегии).
Женат на Сарит Стрик, отец троих детей. Проживает в Кохав-Яире.

## Публикации
- יואל סטריק וצח משה סיפור של אלופים בין הקטבים 30-28, אוקטובר 2020 (Йоэль Стрик и Цах Моше, «Рассказ генералов», «Бейн ха-Ктавим» № 28-30 (октябрь 2020)) (Архивная копия от 10 октября 2022 на Wayback Machine) (иврит)